# Dan Howell
Daniel James « Dan » Howell (11 juin 1991) est une personnalité de la radio, vidéaste web  et auteur anglais. Il est surtout connu pour sa chaîne Youtube, Daniel Howell anciennement danisnotonfire, qui à ce jour compte 6,5 millions d'abonnés. En 2016, sa chaîne était 15e au classement des chaines Youtube les plus populaires au Royaume-Uni.
En plus de leurs régulières collaborations sur YouTube, Daniel Howell et son ami Phil Lester animaient le dimanche soir sur la radio anglaise BBC Radio 1 l'émission de divertissement Dan and Phil (Janvier 2013-Août 2014), puis The Internet Takeover (Août 2014 - Avril 2016).

## Vie personnelle
Daniel Howell est né et a grandi à Workingham, dans le Berkshire, en Angleterre. Il a un frère cadet nommé Adrian.
Âgé de 16 ans, il travailla à Focus DIY, puis par la suite dans la chaîne de supermarchés ASDA.
Il est ensuite allé, en 2010, poursuivre des études de droit à l'Université de Manchester. Il abandonna en cours d'année pour entièrement se consacrer au blogging vidéo et en faire sa profession.
Depuis 2011, il vit avec Phil Lester, confrère Youtubeur, ainsi que co-présentateur à la BBC Radio 1. Ils ont déménagé à Londres en juillet 2012. En avril 2017, ils annoncent un nouveau déménagement: ils changent uniquement d'appartement, pas de ville.
Il fait son coming out dans une vidéo le 13 juin 2019, où il s'identifie comme gay et queer,.

## Carrière

### YouTube
Daniel Howell a mis en ligne sa première vidéo nommée « HELLO INTERNET » sur Youtube le 16 octobre 2009. Il dit s'être décidé à commencer à poster sur Youtube «après avoir regardé d'autres Youtubeurs pendant presque trois ans». En avril 2023, sa chaîne principale Danisnotonfire comptabilise 6,16 millions abonnés et 689 millions vues.
Il a possède également une chaîne secondaire, Danisnotinteresting, qui elle compte 1,66 million abonnés et 56 millions vues.
Daniel Howell et Phil Lester ont tous deux collaboré de 2011 à 2012 sur la chaîne YouTube The Super Amazing Project pour le network My Damn Channel. Cette collaboration a officiellement pris fin en 2014, le travail fourni par deux amis ayant été réadapté et transposé au format radio, devenant l’émission Dan and Phil.
Le 12 septembre 2014, Daniel Howell et Phil Lester inaugurent leur nouvelle chaîne Youtube commune: DanandPhilGAMES, se spécialisant dans le jeu vidéo. Cette chaîne se développe rapidement, elle atteint le million d'abonnés le 8 mars 2015 et en décembre 2016, elle se place à la 99e place du classement des 100 chaînes axées sur les jeux vidéo les plus vues au monde. Elle compte, en avril 2023, 2,79 millions abonnés et 675 millions vues.
Daniel Howell et Phil Lester ont une autre chaîne Youtube commune: DanAndPhilCrafts. Lancée le 1er avril 2015, la chaîne n'est utilisée qu'en cette date, jour des Poissons d'Avril. Le principe même de la chaîne est une blague, ils y postent uniquement une fois par an une vidéo, qui se démarque par sa pauvre production et par le caractère pesant et maladroit de celle ci. Leur première vidéo, "DanAndPhilCRAFTS - Squareflakes" donna naissance à la phase "Don't Cry, Craft" qui par la suite est devenue un meme, étant largement reprise sur les réseaux sociaux. DanAndPhilCrafts compte 698 000 abonnés et 8,3 millions vues.

### BBC Radio 1
En janvier 2013, Dan Howell et Phil Lester sont devenus les présentateurs d'une émission de divertissement passant le dimanche soir sur la BBC Radio 1: Dan and Phil. Ils avaient auparavant déjà occasionnellement travaillé avec la radio, réalisant des vidéos pour la chaîne Youtube de la station, notamment pour le Edinburgh Festival Fringe en 2011, ainsi que deux broadcasts spéciaux pour Noël, en 2012 et 2013. L’émission Dan and Phil était agencée dans l'optique de favoriser l’interactivité avec le public, en comportant des clips musicaux amateurs filmés par les auditeurs, des défis relevés à l'antenne par les présentateurs et des demandes de chansons.
Dan Howell et Phil Lester ont présenté une diffusion en direct destinée à Internet dans les coulisses des Teen Awards en 2013 et 2014, en tant que représentants de la BBC Radio 1.
En août 2014, la fin de Dan and Phil fut annoncée. L'émission change de jour, passant alors au lundi soir, se voit renommée The Internet Takeover et il est annoncé que plusieurs autres Youtubeurs populaires partageront l'antenne avec Dan Howell et Phil Lester, ces deux derniers ne présentant plus que le premier lundi du mois. L'émission prit fin en avril 2016.

### TV et films
De 2014 à 2016, Dan Howell et Phil Lester ont présenté la diffusion en direct sur Youtube des Brits Awards, et ont fait des vidéos dans les coulisses pour la chaîne de l'évènement.
En 2015, Dan Howell et Phil Lester participa au doublage de la version britannique du film d'animation Les Nouveaux Héros en tant que "Technicien 2". En 2016, c'est dans la série télévisée de Disney nommée La Garde Du Roi Lion qu'il prête sa voix au personnage de "Majinuni"avec Phil Lester.
En février 2016, Dan Howell présenta un documentaire sur l'eSport sur la BBC Three: The Supergamers.

### The Amazing Book Is NotOn FireetThe Amazing Tour Is Not On Fire
Annoncé en mars 2015,, The Amazing Book Is Not On Fire (TABINOF) est sorti le 8 octobre 2015, publié par Ebury Press/Random House. Le livre se plaça à la seconde place des ventes au Royaume-Uni deux semaines après sa sortie, mais également à la première place du classement des best-seller dans la catégorie "jeune adulte" du New York Times. Dan Howell déclare que ce qui l'a inspiré à écrire ce livre, c'est "vouloir célébrer nos vidéos Youtube, nos aventures et la communauté que nous avons formé avec notre public".
Dans une vidéo annonçant leur livre, une tournée accompagnatrice fut également révélée: The Amazing Tour Is Not On Fire (TATINOF). Elle prit place au Royaume-Uni d'octobre à novembre 2016, puis s'est exportée aux États-Unis d'avril 2016 à juin 2016. La tournée est également passée par l'Australie en août 2016 et quelques pays du nord de l'Europe au début 2017.

### You Will Get Through This Night
En septembre 2020 il annonce sur Twitter, avoir écrit un livre intitulé You Will Get Through This Night. Ce livre portera sur les enjeux de la santé mentale, et visera à conseiller le lecteur sur son bien-être, à travers trois étapes. Le livre sera publié le 18 mars 2021.

### Création originale Youtube Red etDan and Phil Go Outside
En juin 2014, il fut annoncé que The Amazing Tour Is Not On Fire allait sortir en tant que film original Youtube Red, la plateforme payante de Youtube. Un documentaire sur les coulisses des aventures de Dan Howell et Phil Lester sur la route fut également annoncé.
Un deuxième livre fut publié le 3 novembre 2016: Dan and Phil Go Outside. Le livre accompagne la tournée, comportant des images personnelles du duo ainsi que des anecdotes de tournée.

### L'applicationThe 7 Second Challenge!
Dan Howell et Phil Lester sont les créateurs d'une application mobile: The 7 Seconds Challenge!. Elle fut créée en août 2015 en collaboration avec le studio de jeu mobile Mind Candy. Le principe du jeu vient d'une vidéo Youtube dans laquelle Phil Lester invente un jeu dans lequel le joueur dispose de 7 secondes pour effectuer une tâche que lui impose son adversaire. L'application est disponible sur l'App Store et sur Google Play
En 2019, il fait son coming out.

### Interactive Introverts
Dan Howell et Phil Lester sont depuis le 28 avril 2018 dans une tournée mondiale pour leurs show appelé Interactive Introverts dont ils sont les protagonistes.

### DedanisnotonfireàDaniel Howell
Au début du mois de mai 2017, Dan décide de changer son nom sur tous les réseaux sociaux y compris Youtube. Il n'est plus de danisnotonfire mais de Daniel Howell qui n'est autre que son vrai nom. Dans sa vidéo expliquant ce changement soudain, il indique qu'il ne s'identifie plus à celui-ci qui lui rappelle son adolescence et certains mauvais moments de sa vie ainsi que le fait que les gens ne savaient jamais prononcer correctement le nom de sa chaîne et que lors de ses rencontres avec des célébrités comme Taylor Swift, on ne le reconnaissait jamais comme Daniel Howell mais danisnotonfire. Ce changement a provoqué une forte réaction de la part des Phans (fusion de Dan et Phil, c'est le nom de leurs fidèles fans).